# Ferroelektrikum
Ferroelektrizität (oder auch Polarisationskatastrophe) beschreibt das Phänomen, dass Stoffe mit einem elektrischen Dipolmoment durch das Anlegen eines äußeren elektrischen Feldes die Richtung der spontanen Polarisation ändern.
Die Ferroelektrizität wurde früher als Seignette-Elektrizität (selten auch als Seignettesalzelektrizität) bezeichnet, da sie am Seignettesalz (Kaliumnatriumtartrat) entdeckt wurde.

## Eigenschaften

Hysteresekurve zufolge Ferroelektrizität

Ferroelektrizität kommt nur in Kristallen vor, in denen die kristalline Symmetrie eine polare Achse zulässt. Dadurch kommt es durch die Verschiebung verschieden geladener Ionen im Kristallgitter zur spontanen Polarisation. Die elektrische Polarisation in Ferroelektrika kann durch das Anlegen einer äußeren Spannung umgepolt werden. Ferroelektrische Stoffe sind immer auch pyroelektrisch und somit auch piezoelektrisch.
Das Präfix „Ferro-“ bezieht sich bei den Ferroelektrika nicht auf eine Eigenschaft von Eisen, sondern auf die Analogie zum Ferromagnetismus. Wie bei den Ferromagnetika die Magnetisierung, so verschwindet bei Ferroelektrika die Polarisation oberhalb einer kritischen Temperatur, der ferroelektrischen Curie-Temperatur {\displaystyle T_{C}} und das Material ist dann paraelektrisch. Oberhalb dieser Temperatur folgt die elektrische Suszeptibilität analog zur magnetischen Suszeptibilität {\displaystyle \chi } dem Curie-Weiss-Gesetz. Bei Abkühlung des Materials findet bei Unterschreiten der Curie-Temperatur ein Phasenübergang statt, der in der Regel mit einer Strukturveränderung (Verringerung der Kristallsymmetrie) zusammenfällt und das Material wird wieder ferroelektrisch. Dabei steigt die relative Permittivität {\displaystyle \varepsilon _{\mathrm {r} }} zu tieferen Temperaturen erheblich an, bei 4 K liegt sie oftmals um den Faktor 10 bis 20 über dem Wert bei Raumtemperatur und kann Werte von {\displaystyle \varepsilon _{\mathrm {r} }} > 106 erreichen. Die Polarisation {\displaystyle P} kann durch Anlegen eines externen elektrischen Feldes {\displaystyle E}, wie in nebenstehender Skizze dargestellt, umgepolt werden und folgt dabei einer Hysteresekurve. Das ferroelektrische Verhalten kann außer durch Temperatur auch durch Druck, Fehlstellen im Kristall sowie durch Fremdatome beeinflusst werden.
Ferroelektrische Kristalle bilden Domänen, also Bereiche mit gleicher Polarisationsrichtung. Zwischen den Domänen ändert sich die Polarisationsrichtung im Bereich weniger Atomlagen, in denen die Polarisation verschwindet. Diese ferroelektrischen Domänenwände sind nur wenige Nanometer breit, im Unterschied zu den ferromagnetischen Domänenwänden mit einer Breite von 10 nm und mehr. Da hierdurch eine größere Anzahl von Domänen pro Flächeneinheit möglich ist, hofft man, ferroelektrische Speichermedien mit einer höheren maximalen Informationsdichte als bei ferromagnetischen Speichern entwickeln zu können.

### Antiferroelektrizität

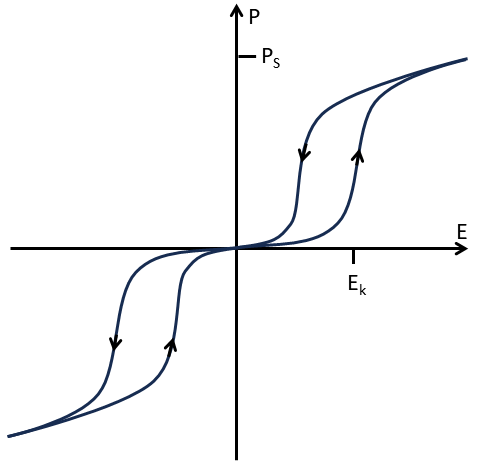
Doppelte Hysteresekurve eines Antiferroelektrikums

Einige Kristalle bilden Domänen, innerhalb derer sich die elektrischen Dipole antiparallel, also abwechselnd in entgegengesetzter Richtung, ausrichten. Man kann dies als Teilgitter mit unterschiedlich ausgerichteten Dipolen auffassen. Dieses Phänomen ist analog zum Antiferromagnetismus von magnetischen Dipolen und wird daher als Antiferroelektrizität bezeichnet. Sind die Dipolmomente beider Teilgitter gleich stark, heben sie sich gegenseitig auf und die makroskopische Gesamtpolarisation beträgt {\displaystyle P=0}. Oberhalb einer kritischen Temperatur {\displaystyle T_{N}} geht die Ordnung innerhalb der Domänen verloren und die Antiferroelektrizität verschwindet. Diese Temperatur bezeichnet man analog zum Antiferromagnetismus als antiferroelektrische Néel-Temperatur {\displaystyle T_{N}}.
Legt man ein hinreichend kleines elektrisches Feld {\displaystyle E} an einen antiferroelektrischen Kristall an, so hat dies auf parallel und antiparallel zum Feld stehende Dipole kaum Auswirkungen und quer zum Feld stehende Dipole erfahren bloß eine leichte Drehung in Feldrichtung. Erhöht man die Feldstärke, bleiben die Änderungen zunächst klein, bis eine kritische Feldstärke {\displaystyle E_{k}} erreicht ist, oberhalb derer die gegen das Feld stehenden Dipole umkippen und die Polarisation schnell bis zum Sättigungswert {\displaystyle P_{S}} ansteigt. Beim Erniedrigen des äußeren Felds bleiben diese Dipole aufgrund der Wechselwirkung mit den Nachbardipolen zunächst in dieser Richtung und klappen erst beim weiteren Erniedrigen in ihre Ausgangslage zurück, so dass eine Hysterese entsteht. Der gleiche Ablauf findet auch bei einem in Gegenrichtung angelegten äußeren Feld statt, so dass die Polarisationskurve eine doppelte Hysterese zeigt.

### Ferrielektrizität
Bilden sich ähnlich wie bei der Antiferroelektrizität Teilgitter mit antiparallelen
Dipolmomenten, die jedoch nicht gleich stark sind, z. B. da sie von unterschiedlichen Atomsorten herrühren, ergibt sich eine makroskopische Gesamtpolarisation von {\displaystyle P>0}. Diesen Fall bezeichnet als Ferrielektrizität.

## Anwendung
Ferroelektrika besitzen eine vergleichsweise hohe bis sehr hohe relative Permittivität ({\displaystyle \varepsilon _{r}}) im Bereich zwischen 100 und 100.000. Ihre technische Hauptanwendung ist daher als Dielektrikum für Keramikkondensatoren mit hohen Volumenkapazitäten. Sie können als Multilayer-Chipkondensator (MLCC) die Elektrolytkondensatoren ersetzen und zeichnen sich gegenüber diesen durch geringe innere Serienwiderstände und -induktivitäten (ESL) sowie eine hohe Zuverlässigkeit und Lebensdauer aus. Nachteilig sind jedoch die starke Temperatur- und Feldstärkeabhängigkeit der Kapazität, die großen Kapazitätstoleranzen und die hohen dielektrischen Verlustfaktoren.
Ferroelektrika weisen einen Piezoeffekt auf und werden zur Herstellung mechanischer Aktoren (Verschiebeelemente) genutzt. Mittels des inversen piezoelektrischen Effektes sind Verschiebungen von weniger als einem Atomdurchmesser möglich, die allerdings hysteresebehaftet sind. Sie werden beispielsweise in Rasterkraftmikroskopen, Rastertunnelmikroskopen oder anderen Rastersondenmikroskopen verwendet. Zur Erzeugung mechanischer Schwingungen höherer Leistung, beispielsweise in Ultraschallköpfen, ferroelektrischen Lautsprechern oder Piezoantrieben werden Keramiken wie Blei-Zirkonat-Titanat (PZT) verwendet.
Die hohe Permittivität der Ferroelektrika macht sie auch für die Halbleitertechnologie interessant, wo für kleinere Speicherschaltkreise (RAM) hohe Kapazitäten auf engstem Raum benötigt werden.
Außerdem ermöglichen diese High-k-Dielektrika, bei gleichbleibender Kapazität die Dicke der Isolatorschicht in MOS-Schaltkreisen zu erhöhen, um Leckströme zu verringern. Vor allem Perowskite könnten in Zukunft das Siliciumdioxid als Gate-Dielektrikum der Feldeffekttransistoren in integrierten Schaltungen ablösen.
Aufgrund der permanenten Polarisierbarkeit eignen sich Ferroelektrika zur Herstellung von nicht-flüchtigen Speichern, sogenannten FeRAM (ferroelektrischer RAM), die ihren Ladungszustand im Unterschied zu DRAM nicht verlieren.
Ebenfalls aufgrund ihrer permanenten Polarisierbarkeit finden einige Ferroelektrika als Elektrete, z. B. in Sensoren und Elektret-Mikrofonen, Verwendung sowie für ferroelektrische Flüssigkristallanzeigen.

## Beispiele

### Ferroelektrika
Die bekanntesten Ferroelektrika sind Ionenkristalle mit Perowskit-Struktur wie:
- Bariumtitanat BaTiO3 (BTO)
- Blei-Zirkonat-Titanat Pb(ZrxTi1-x)O3 mit x < 0,94 (PZT, meistverwendetes Material für piezomechanische Stellelemente)

Weiterhin sind auch folgende Stoffe ferroelektrisch, teilweise jedoch nur in Form von Dünnschichten:
- Hafnium(IV)-oxid HfO2
- Strontium-Bismut-Tantalat SrBi2Ta2O9 (SBT)
- Bismuttitanat Bi4Ti3O12 (BIT, auch irreführend BTO)[4]
- Bismut-Lanthan-Titanat Bi4-xLaxTi3O12 (BLT)
- Bismut-Titanat-Niobat Bi3TiNbO9 (BTN)
- Strontiumtitanat SrTiO3 (STO)
- Barium-Strontium-Titanat BaxSr1-xTiO3 (BST)
- Natriumnitrit NaNO2
- Lithiumniobat LiNbO3
- Kalium-Natrium-Tartrat-Tetrahydrat (Seignettesalz) KNaC4H4O6 · 4 H2O

Hexagonale Manganate RMnO3 mit R = Sc, Y, In, Dy, Ho, Er, Tm, Yb, Lu.
Organische Ferroelektrika sind:
- 1,1-Di(carboxymethyl)cyclohexan oder
- Triglycinsulfat (CH2NH2COOH)3·H2SO4 (TGS)
- Polyvinylidenfluorid (PVDF)[5], bzw. das Copolymer Poly(vinylidenfluorid-trifluorethylen) P(VDF-TrFE)

### Antiferroelektrika
Bekannte Antiferroelektrika sind:
- Ammoniumdihydrogenphosphat (ADP)

sowie einige Substanzen mit Perowskit-Struktur wie:
- Bleizirkonat PbZrO3
- Natriumniobat NaNbO3
- Bleihafnat PbHfO3

### Ferroelektrika
- Bismuttitanat Bi4Ti3O12